# Desaparición de Helen Claire Frost
Helen Claire Frost desapareció el 13 de octubre de 1970, cuatro días antes de cumplir 18 años, después de decirle a su hermana Sandy que iba a dar un paseo. Hacía poco tiempo que había roto con su novio y había dado a su primogénito en adopción a principios de ese año. Frost dejó su apartamento en el bloque 1600 de Queensway en Prince George, Columbia Británica y no se le ha visto desde entonces. 

## Antecedentes
Helen Frost nació en Reigate, Inglaterra, el 17 de octubre de 1952, sus padres eran Dennis y Daphne Frost. Tenía una hermana mayor llamada Sandy. Su padre fue un boina verde en la Brigada Británica de Comandos durante 12 años, y trabajó en los muelles de Londres durante la Segunda Guerra Mundial. En 1956, la familia se mudó a Nanaimo, Columbia Británica, Canadá. Después de la mudanza, Dennis trabajó para el ayuntamiento de Nanaimo como operador de barredora. La familia de Helen era estable y sus padres estuvieron casados durante 67 años, hasta que Dennis murió el 20 de julio de 2014. Sandy los describió como "buenos padres a pesar de la testarudez de sus dos hijas  adolescentes rebeldes".
Helen se mudó a Prince George, Columbia Británica en 1969, y Sandy se unió a ella en noviembre de ese año. Compartieron un apartamento en el bloque 1600 de Queensway, junto con una mujer llamada Darlene y su bebé. En la primavera de 1970, Helen fue a un hogar para madres solteras en Kamloops donde dio a luz a una hija, Sandra Jeanette, el 13 de mayo de ese año. Poco después, regresó a Príncipe George y su bebé fue puesto bajo custodia del gobierno. Intentó sin éxito recuperar la custodia del bebé en el verano de 1970. Sandy recordó que Helen salió de la oficina de la trabajadora social, "llorando y nunca más volvimos a hablar de eso". En algún momento entre el nacimiento de su hijo y su desaparición, la relación de Helen con el padre del niño, Stefan Grumpner, se disolvió.
Helen trabajó en una serie de trabajos ocasionales mientras estaba en Prince George, como ayudante de camarero en la cafetería de Hudson's Bay Company, y pintando gasolineras para una compañía que trabajaba entre Prince George y Prince Rupert. 

### Personalidad
Helen era considerada introvertida. A pesar de esto, tenía un lado espontáneo como lo demuestran sus aventuras de búsqueda de empleo. En el verano de 1967 (cuando Sandy tenía 15 años y Helen tenía 14) las hermanas fueron a Abbotsford para trabajar como recolectoras de fruta. El verano siguiente, fueron a Penticton y pasaron la mayor parte del tiempo haciendo autostop y durmiendo al aire libre después de que los trabajos que les habían prometido no se materializaran. Los camioneros solían recoger a las chicas, a quienes a veces les compraban comida y llamaban por radio por adelantado para que otro camión las llevara en el siguiente tramo de su viaje. Helen se sentía cómoda con ese comportamiento de alto riesgo.

### Estado civil
Helen estaba soltera en el momento de su desaparición. Había dado a luz a su hija, Sandra Jeanette, el 13 de mayo de 1970 en Kamloops y se mudó a Príncipe George poco después. El padre de esta niña fue identificado como Stefan Grumpner, quien dejó a Helen poco después del nacimiento. No es de conocimiento público cuando Stefan y Helen se separaron. La policía entrevistó a Stefan después de la desaparición de Helen e informó que no encontraron nada sospechoso.  

### Identificando características
Helen era una mujer caucásica con ojos azules y cabello castaño dorado. Medía 1,65 m y pesaba alrededor de 57 kg. Desde su nacimiento, el ojo derecho de Helen aparecía ligeramente cerrado en comparación con el ojo izquierdo. Había dado a luz seis meses antes de su desaparición.

### Artículos personales en el momento de la desaparición.
Cuando desapareció, Helen llevaba un abrigo de nailon azul marino de tres cuartos de largo con una capucha con ribete de piel sintética y pantalones azules. Sandy informó que Helen había dejado dinero, ropa e identificación en su departamento.

## Desaparición
Helen fue vista por última vez el martes 13 de octubre de 1970 en el bloque 1600 de Queensway, en Prince George, donde compartía un apartamento con su hermana Sandy, junto con una mujer llamada Darlene y su bebé. Sandy informó que llegó a su casa aproximadamente a las 8:00 p. m. después de tomar café con una amiga, y vio a Helen. Helen le preguntó a Sandy si quería salir a caminar, pero Sandy se negó porque hacía demasiado frío. Helen dijo que saldría a dar un paseo rápido sola, se fue a eso de las 8:20 p. m. y nunca volvió a casa.
Helen no fue reportada de inmediato como desaparecida porque Sandy pensó que podría estar en la casa de una amiga. Cuando no regresó el jueves 15 de octubre, dos días después, Sandy denunció su desaparición a la Real Policía Montada de Canadá (RCMP) .

## Investigación
Helen fue reportada como desaparecida por su hermana Sandy el 15 de octubre de 1970. Sandy dijo que la RCMP hizo el informe de una persona desaparecida, pero que tuvo la impresión de que no  hicieron nada más. Sandy se lamentó de que era demasiado joven e inexperta en ese momento para presionar a la policía para que iniciara más acciones en la investigación. Hubo un informe sobre que Helen había sido vista haciendo  autostop cerca de la estación de servicio Husky en Prince George. Aunque la policía investigó esta pista, no pudieron corroborarlo.
La RCMP no tiene un estatuto de prescripción de delitos en casos graves, y el caso de Helen todavía está activo. Se han asignado varios agentes al caso desde 1970, y el más reciente se asignó en 2017 (archivo 1970 - 70118).

## Búsqueda
Sandy y un amigo realizaron una búsqueda de Helen independientemente de la policía. Una amiga de Sandy afirmó que un conductor de camión vio a Helen haciendo autostop cerca de la estación de servicio Husky en Prince George, pero la RCMP no pudo verificar esta pista.
Sandy ha sido la principal fuerza impulsora en la búsqueda de Helen, con la ayuda de algunos amigos. En 2018, la hija de Helen, Sandra Jeannette Frost, ahora llamada Michelle Johnson, se puso en contacto con Sandy después de buscar a su madre biológica. Michelle y Sandy se reunieron más tarde ese año.

## Acciones para dar a conocer la desaparición
Las acciones para dar a conocer la desaparición de Helen incluyeron la publicación de carteles como persona desaparecida, artículos de noticias y una página de Facebook dedicada a su desaparición. Sandy presionó para que se agregara el nombre de Helen a la lista de víctimas del proyecto E-Pana con la esperanza de aumentar el conocimiento de la gente sobre la desaparición de Helen, pero la policía rechazó esta solicitud, alegando que el caso no cumplía con los criterios de inclusión. Esto, sin embargo, está en contradicción con los criterios reales de inclusión necesarios. Hay muchos casos como el de Helen que cumplen con lo que la RCMP informa realmente que son los criterios para la inclusión, sin embargo, no se han agregado más víctimas a la lista de E-Pana desde que alcanzó un total de 18 en 2007. 
En 2009, Sandy informó que su padre le había dicho: "Espero saber realmente lo que sucedió antes de morir". Dennis murió el 20 de julio de 2014, sin descubrir lo que le había sucedido a su hija.

## Teorías
Existen al menos cuatro teorías principales sobre cómo desapareció Helen Claire Frost, que incluyen: accidente, huida, suicidio y juego sucio. 

### Accidente
No hay evidencia de que hubiera sido o no un accidente que la hubiese hecho perder el contacto con sus amigos y familiares. Nunca se encontraron restos que hayan sido identificados como de Helen, nunca se ha informado de ninguna señal de un accidente ni es de conocimiento público si algún testigo se ha presentado para denunciar un accidente. No hay evidencia pública que indique que hubiera tenido un accidente.

### Huida
Se sabe que Helen había escapado de casa en el pasado. Sin embargo, Sandy dijo que había indicios de que este no era el caso porque Helen había dejado dinero, ropa e identificación en el departamento que compartían.

### Suicidio
Helen estaba atravesando por una serie de problemas difíciles en el momento de su desaparición. Había renunciado a un hijo, el final de una relación y una situación de vida agotadora en un apartamento con tres compañeros de cuarto, uno de los cuales era un niño pequeño. Debido a estas circunstancias, es plausible que estuviera sufriendo mucho estrés. Sin embargo, Sandy declaró públicamente que no había evidencia de que Helen se suicidara, y que no había ninguna nota de suicidio.

### Juego sucio

#### Caso Jane Doe del condado de Nuevo Londres
El caso Jane Doe del condado de Nuevo Londres fue una mujer cuyos restos fueron encontrados en una tumba poco profunda, envuelta en una manta, el 30 de mayo de 1974. Los restos fueron encontrados en un área boscosa detrás de una casa en Shewville Road en la ciudad de Ledyard, Connecticut. Los restos estaban completamente esqueletizados cuando fue encontrada. Se supuso que Jane Doe murió junto al ladrón de bancos Gustavous Lee Carmichael, el hombre con el que fue vista por última vez y que se creía que era su novio, el 31 de diciembre de 1970. Esta fecha se ajusta a la línea de tiempo plausible de Frost desde que desapareció el 13 de octubre de 1970.
Esta Jane Doe en particular fue conocida por el alias de Lorraine Stahl. Se determinó que fue asesinada y sus restos fueron enterrados junto a Carmichael. Richard DeFreitas y Donald Brant fueron finalmente condenados por los asesinatos. Su motivo fue la preocupación de que la mujer no identificada (Lorraine Stahl) divulgara detalles de las actividades ilegales de Carmichael. Jane Doe era conocida por haber hecho llamadas telefónicas en los meses previos a su muerte. Todas las llamadas conocidas fueron a estados en la costa este. También se sabía que Jane Doe conducía un Oldsmobile verde de 1964 con placas de Massachusetts o Maine. El vehículo fue encontrado en Hartford, Connecticut, con una pegatina de inspección de Maine.
El retrato bosquejado (basado en los recuerdos de las personas que interactuaron con ella)  se parecía a Frost. Doe fue descrita como de 18-30 años de edad con cabello castaño rojizo; Frost tenía 17 años y el cabello castaño dorado. Doe se estimó en aproximadamente cinco pies de altura y entre 110 y 115 libras; Frost medía cinco pies y pesaba entre 100 y 125 libras. Los registros dentales de Jane Doe no incluyeron el maxilar debido a una herida de bala. Los registros dentales de Frost no son de conocimiento público.
Los restos de Jane Doe fueron encontrados con varios artículos, ninguno de los cuales fueron los últimos con los que Frost había sido vista. Los artículos de Jane Doe incluían un anillo con un diseño en forma de almendra con la inscripción estilizada JHSN y 1917. El diseño en forma de almendra se parece un poco al anillo de antiguos alumnos de la Escuela de Enfermería Johns Hopkins, que también tiene un diseño en forma de almendra. Otros artículos asociados con Doe fueron un juego de rulos Lady Clairol, un chaleco  de cuero marrón claro, un suéter dorado / marrón claro, una falda de tweed marrón, botas marrones que llegan hasta las rodillas y un impermeable amarillo.
No es de conocimiento público si la policía ha descartado que Frost fuera la Jane Doe del condado de New London. Esta posibilidad partido fue señalada a la policía de Connecticut y Canadá por el detective aficionado Joseph Calash en julio de 2017.

#### Amigos o asociados
No es de conocimiento público si Helen se reunió o no con una amiga después de salir de su departamento en Prince George. Sandy pensó que Helen pudo haber estado en la casa de una amiga, pero llamó a la policía para informar que Helen había desaparecido después de determinar que ese no era el caso. La policía investigó a su exnovio, Stefan Grumpner, e informó que no encontraron nada sospechoso sobre él. Los nombres de los amigos que fueron interrogados no son de conocimiento público. Sin embargo, Sandy y un amigo descubrieron una pista que indicaba que Helen hizo autostop con un camionero pero la policía no pudo confirmarlo. No es de conocimiento público si Helen se reunió con un extraño o no después de que ella dejara su apartamento.

#### Carretera de las lágrimas
Cronológicamente, Helen es la primera mujer en desaparecer a lo largo del corredor de la Autopista de las Lágrimas. Para que la desaparición fuera más conocida la familia de Helen quería que fuera agregada a la lista de víctimas del proyecto E-Pana de la RCMP; sin embargo, esta solicitud fue rechazada por la policía, declarando que no cumplía con los criterios para ser una víctima que se pudiera incluir en esta lista. A pesar de lo que dijo la policía, no hay pruebas de que no cumpla con la lista de criterios. Cabe señalar que el proyecto E-Pana está compuesto principalmente por mujeres que no tienen conexión con la Carretera de las Lágrimas. No habría otro caso de mujer desaparecida o asesinada a lo largo de la Carretera de las Lágrimas hasta el de Ginny Sampare en 1971 y luego Monica Ignas en 1974. Sampare desapareció de Gitsegukla, mientras que Ignas desapareció de Thornhill, Columbia Británica, donde se encontraron sus restos.